# Esperienze prematrimoniali
Esperienze prematrimoniali (Experiencia prematrimonial) è un film del 1972 diretto da Pedro Masó. 
L'allora diciassettenne Ornella Muti è al debutto nella sua carriera cinematografica in Spagna in questo film nel quale interpreta una giovane universitaria ribelle all'etica che vogliono imporle i genitori.

## Trama
Sandra, una giovane ragazza spagnola, va via di casa ed inizia l'esperienza del sesso libero e della convivenza fuori del matrimonio, che inizialmente sembra renderla felice. Quando si innamora però sorgono i problemi, che si accentueranno con l'infedeltà del suo uomo.

## Analisi
Fotoromanzo osé post-sessantottesco, costituisce un'analisi della gioventù spagnola in cerca di autonomia e di emancipazione, negli ultimi anni del franchismo che aveva sciolto i lacci della censura.